# Idaea velitchkovsky
Idaea velitchkovsky là một loài bướm đêm trong họ Geometridae.